# Comune di Løkken-Vrå
Il comune di Løkken-Vrå era un comune danese situato contea dello Jutland Settentrionale. Capoluogo era il centro abitato di Vrå.
Al momento della soppressione comune aveva una popolazione di 8 828 abitanti (2005) e una superficie di 181 km².
Dal 1º gennaio 2007, con l'entrata in vigore della riforma amministrativa, il comune è stato soppresso e accorpato, insieme ai comuni di Hirtshals e Sindal, al riformato comune di Hjørring.